# Garrett, détective privé
Pour les articles homonymes, voir Garrett.
Garrett, détective privé est une série de romans policiers écrite par Glen Cook. L'univers dans lequel évolue le héros étant de type médiéval-fantastique, la série est plutôt classée dans la catégorie fantasy.

## Synopsis
Cette série raconte les enquêtes de Garret, un détective privé humain du royaume de Karenta. Chaque livre raconte une enquête indépendante (ou dossier, file dans la version originale) dans laquelle intervient une ou plusieurs jolies filles,,,,,, et où la résolution du mystère ne laisse en général personne de satisfait chez les survivants.

## Analyse et traitement
La série est la transposition dans un univers plus ou moins médiéval-fantastique de la mécanique des romans policiers des années 1950. À l'instar d'Avram Davidson, avec le cycle des The Enquiries of Doctor Eszterhazy, Cook est l'autre auteur notable à avoir produit une œuvre mélangeant la fantasy et le polar. Les Garrett's files ne sont pas sans légèrement rappeler l'atmosphère des œuvres de Raymond Chandler. Pour l'écriture des volumes de Garrett, détective privé, la série, qui devait être à l'origine purement policière puis devenir empreinte d'une dimension fantastique, Cook confie au travers d'une interview accordée à ActuSF, avoir été également influencé, entre autres par les œuvres de Dashiell Hammett et Richard S. Prather.
En dépit de ce fait l'œuvre, dont certains passages présentent un style « haché », est beaucoup moins sombre que le Cycle de la Compagnie noire, la série majeure de Glen Cook, en ce sens que si les enquêtes se terminent fréquemment sur une note douce-amère, le ton donné à la série est, quoique satirique, quant à lui, globalement positif. La série peut être classée dans le sous-genre littéraire de la fantasy humoristique, mais également dans celui de la fantasy urbaine.

Outre « une écriture "pamphlétaire" » que Cook distille au long des chapitres, Emmanuel Collot, de Science-Fiction magazine, met en perspective que : 

« la prose dont fait usage l’auteur est volontiers outrancière, populaire, et les stéréotypes qu’il insère allègrement dans son histoire renforcent le ton comique si ce n’est parfois grotesque. En ôtant la noirceur pour la remplacer par un humour gouailleur et bon vivant, Cook montre qu’il est à la fois à l’aise dans la Funny-Fantasy croisée avec le polar urbain, voir campagnard, que dans une Fantasy en déliquescence, sauvage et féroce. »

— Emmanuel Collot, Science-Fiction magazine, 2005.
La narration est faite à la première personne du singulier, dans la continuité du Cycle de la Compagnie noire, avec le personnage principal Toubib en narrateur,.

## Les personnages
- Garrett : c'est le héros principal. Il est humain et a, selon ses termes, "la petite trentaine". « Dur-à-cuire »[7], il est grand, un mètre quatre-vingt-dix et du fait de son goût pour la bière[11] commence à s'empâter légèrement. Il n'a pas de parent connu, ceux qu'il mentionne dans les livres étant tous décédés. Il est réputé dans le milieu de Karenta pour être un gars réglo et tenace. Sa spécialité (bien qu'on ne le voit que peu évoluer dans ce domaine) est, de son propre aveu, les remises de rançon lors des enlèvements et les enquêtes sur ceux-ci. Le personnage de Garrett peut être apprécié comme étant mélange des détectives Dirk Gently et Philip Marlowe ou encore du héros de la série policière éponyme écrite par Rex Stout[1],[5]. Il fait également écho au personnage de Nestor Burma, en version plus moderne[4].
- L'Homme mort : Rondrun (ou Loghyr dans la version originale américaine) décédé dont l'esprit continue d'habiter son cadavre, comme pour tous les membres de sa race. Misogyne, il est caractérisé par une très grande intelligence (comme tous les rondruns) et un très mauvais caractère. Cet associé de Garrett possède également des pouvoirs de télékinésie et de télépathie[11],[1],[3],[12]. Il est susceptible d'en posséder d'autres auxquels il ne fait pas appel (par fainéantise, selon Garrett). Les rapports noués entre Garrett et l'Homme Mort sont très proches de la relation qui lie John Steed à Mère-Grand[3]. Par ailleurs, si le héros de la série policière fantastique créée par Cook n'est pas sans rappeler Nero Wolfe, l'Homme-mort fait, quant à lui, écho à Archie Goodwin[5],[1].
- Morlet Dotes : métis d'humain et d'elfe noir. Sportif et végétarien[13], il tient une taverne (végétarienne), mais ce n'est pas son activité principale. Il est en vérité garde du corps et parfois tueur à gage, c'est le meilleur de la ville dans ce domaine et il possède une petite association de malfaiteur. Garrett emploie fréquemment des hommes de celle-ci pour des travaux de filature.
- Tarpo Tête-de-Pioche : humain et seule personne du milieu capable de rivaliser avec Morlet Dotes en combat à mains nues. C'est un "gros bras" et garde du corps. Il est réputé pour son entêtement, lorsqu'il a accepté un travail, rien ne peut l'empêcher de le mener à bien.
- Dean : cuisinier et homme de ménage de Garrett[4], il possède une ribambelle de nièces fort laides qu'il cherche à marier.
- Le clan Tate : famille pléthorique de cordonniers, l'un des anciens amis de Garrett en faisait partie[2]. Ils sont caractérisés par une petite taille. Les deux membres les plus éminents du clan sont Willard Tate, le patriarche et père l'ami, et Titi Tate, la maîtresse principale de Garret.
- Chodo Contague : caïd de la pègre de la ville à partir du second tome. Il pense avoir une dette envers Garrett. C'est un vieil homme apparemment terne dans un fauteuil roulant. Bien qu'infirme, c'est en vérité un homme sans compassion ni états d'âmes, fort prompt à ordonner le meurtre ou la torture.
- Craque & Sellier : les principaux lieutenants de Chodo Contague. Ce sont des tueurs froids, l'un d'entre eux utilise un garrot fait d'un fil de cuivre pour tuer ses victimes. Ils prendront temporairement le contrôle de la pègre après Chodo Contague.

## L'univers
L'univers de la série est de type médiéval-fantastique « noir »,. Les épisodes sont marqués d'une tonalité « pratchetienne », et, comme en particulier celle du second volume de la série (Cœur d’or à l’amer), selon Emmanuel Collot, de Science-Fiction magazine, « vue sous l'œil de la caméra hilarante d'un Monty Python ».
Les lieux
L'action se passe essentiellement au royaume de Karenta, un royaume humain, en guerre avec le royaume Venageti, un autre royaume humain, pour la possession du Cantard, une région très riche en minerais d'argent. La carte générale de l'univers de la série est, peu ou prou, semblable à celle du monde dans lequel évoluent les personnages de la Compagnie noire. Garret habite la ville de Tonnefaire, dans et autour de laquelle se passe la majeure partie des enquêtes. De par son cosmopolitisme, Tonnefaire peut être comparée à la cité d'Ankh-Morpork.
Différentes races
Les humains, bien qu'espèce dominante, ne sont pas la seule race intelligente de l'univers. On en compte au moins une dizaine, certaines créées magiquement. La première espèce non-humaine que l'on rencontre est le Rondrun (appelé « l'homme mort », espèce humanoïde douée de grande intelligence et de pouvoirs psychiques; On croise entre autres des elfes, des gnomes, des grolls (espèce issue du croisement d'humains et de trolls), des nains, des licornes, des centaures, des vampires, des ogres, un troll, etc.,,.
Magie
L'univers au sein duquel évoluent Garrett et les autres personnages de la série n'est pas exempt d'une certaine forme de magie, comme en particulier dans le sixième volume,. Fées, sorcières et magie noire marquent leur présence dans les aventures de Garrett,,. Des personnages pourvus de puissants pouvoirs magiques — les maîtres tempêtes, storm warden dans la version originale — tirent leur mana de l'argent,.

## Les livres
Les livres sont édités chez L'Atalante, en édition brochée. La traduction en français a été produite par Jean-François Ruyet. L'intitulé de chacun des volumes, dans la version originale comme dans la version française, se caractérise par l'utilisation d'un terme métallique. 
- La Belle aux bleus d'argent (Sweet Silver Blues, 1987) : Garrett est engagé mystérieusement par la famille d'un ancien frère d'armes, Denis Tate, décédé subitement, pour tenter de retrouver l'héritière d'une fortune colossale mentionnée sur le testament du mort. S'ensuit alors une quête pour rejoindre cette femme mystérieuse dont le détective fut l'amant dans sa jeunesse. Accompagné de son ami Morlet, un elfe démesuré, coureur de jupons mais végétarien, et des triplés jouant les gardes du corps, il va faire un périlleux voyage où l'action et la bière rythment sans cesse le déroulement de l'intrigue[1],[2].
- Cœur d'or à l'amer (Bitter Gold Hearts, 1988) : Garrett est amené à s'occuper de l'enlèvement du fils de la maître-tempête Styx Orage. Assisté de son ami elfe noir et de trois grolls, Garret mène l'enquête, en attendant le retour du Cantard de la terrible magicienne[1],[3].
- Pour quelques deniers de cuivre (Cold Copper Tears, 1989) : Garrett, qui ne veut pas vraiment travailler, est embarqué malgré lui dans une affaire religieuse qui implique la grande église, les orthodoxes ainsi qu'une mystérieuse secte d'illuminés dévouée au Grand Dévastateur, qui tente de l'éliminer. Assisté de Morlet Dotes et de Maya, jeune chef du gang de filles baptisé l'infortune, il résout une affaire mêlant scandales de mœurs, fanatisme religieux, et magie ancienne.[1]
- Chagrins de ferraille (Old Tin Sorrows, 1989)[1] : Le détective au pays des fées, trolls et elfes reprend du service - civil - chez les commandos de marine ; le temps de démasquer qui pourrit la vie du général Stantnor reclus dans son manoir en débâcle[21]. [1]
- Feuille de laiton et reliure d'ombre (Dread Brass Shadows, 1990)[1]
- Nuits au fer rouge (Red Iron Nights, 1991)[1]
- Mensonges au vif-argent (Deadly Quicksilver Lies, 1994)[1]
- Petty Pewter Gods (1995)[1]
- Faded Steel Heat (1999)[1]
- Angry Lead Skies (2002)[1]
- Whispering Nickel Idols (2005): Dans les rues de Tonnefaire, Garrett est aux prises avec des personnages hauts en couleur, dont la propre fille du patron de la mafia locale[1],[5]
- Cruel Zinc Melodies (2008)[24]
- Gilded Latten Bones (2010)[25]
- Wicked Bronze Ambition[9] (2013)[26],[27].